# Woldmaria filicina
Woldmaria là một chi nấm trong họ Niaceae. Đây là chi đơn loài, chứa một loài Woldmaria filicina, được tìm thấy ở châu Âu và Bắc Mỹ.